# Franz Arnold von Wolff-Metternich zur Gracht

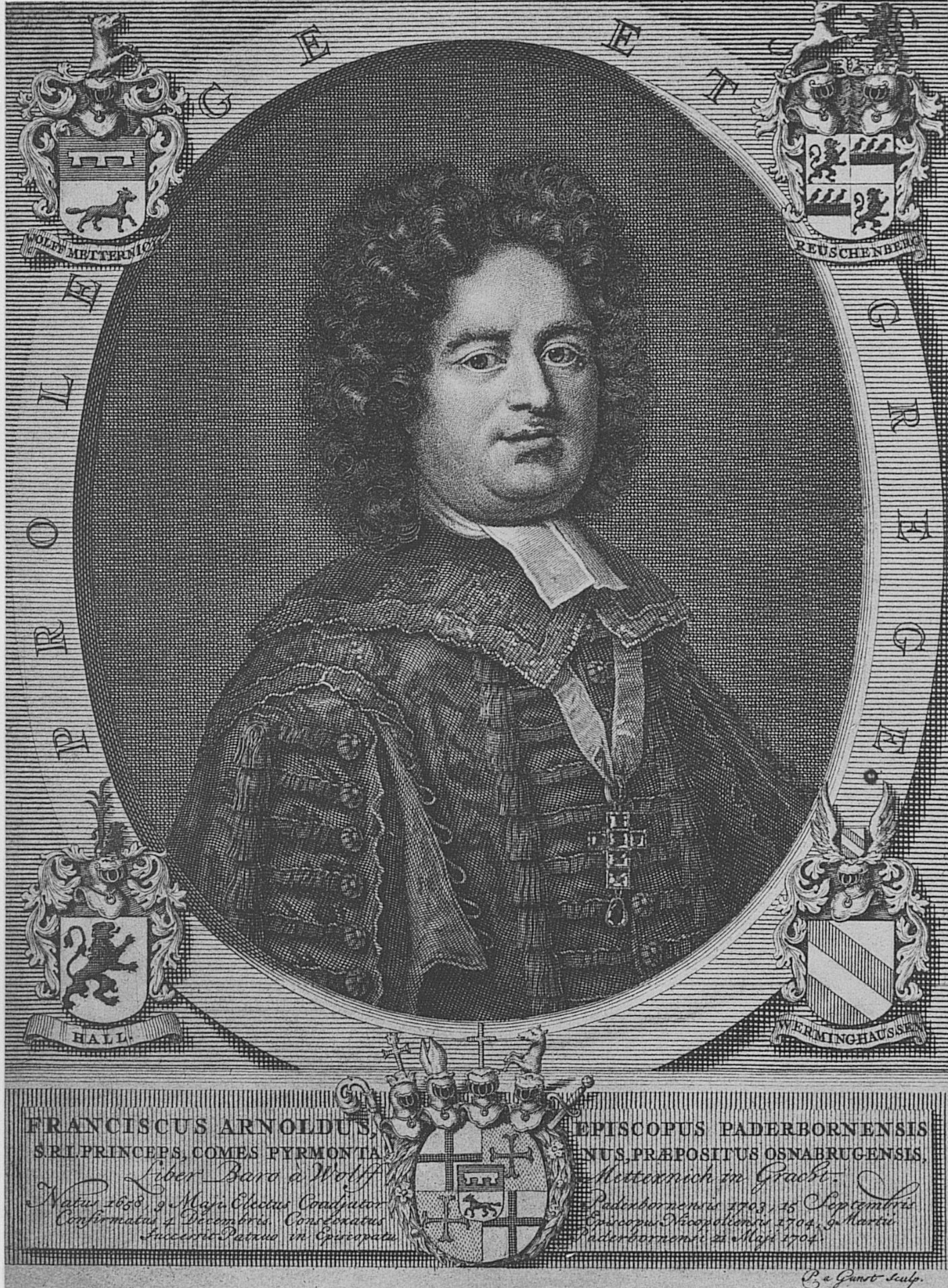
Franz Arnold Fürstbischof von Paderborn und Münster. Kupferstich von Pieter Stevens van Gunst, vor 1707

Franz Arnold von Wolff-Metternich zur Gracht (* 9. Mai 1658 auf Schloss Gracht in Liblar, heute zu Erftstadt; † 25. Dezember 1718 in Schloss Ahaus) war Fürstbischof von Paderborn und Münster.

## Familie
Er stammte aus dem Geschlecht der Wolff-Metternich zur Gracht. Sein Vater war der kurkölnische Obriststallmeister Degenhard Adolf von Wolff genannt Metternich, ein Sohn des im Haus Wittelsbach tätigen Prinzenerziehers Johann Adolf Wolff Metternich zur Gracht (1592–1669). Die Mutter war Philippina Agnes (geb. Freifrau von Reuschenberg zu Setternich). Franz Arnold war das fünfte von insgesamt neun Kindern aus dieser Ehe. Der Vater heiratete nach dem Tod von Philippina Agnes in zweiter Ehe Margaretha Alexandra von Hoensbroeck. Einer der jüngeren Halbbrüder aus dieser Ehe war der Dompropst Wilhelm Hermann Ignatz Wolff-Metternich zur Gracht.

## Frühe Jahre
Als nachgeborener Sohn schlug er, wie im nordwestdeutschen Stiftsadel üblich, eine kirchliche Laufbahn ein. Er besuchte das Gymnasium in Hildesheim und erhielt 1670 die erste Tonsur. Von 1674 bis 1676 studierte er am Collegium Germanicum in Rom. Er erhielt 1678 eine Domherrenstelle in Osnabrück. Dort wurde er später Dompropst und war Propst des Stifts St. Johann. Ab 1681 war er auch Domherr in Paderborn. Im Jahr 1698 erhielt er die Niederen Weihen und die Weihe zum Subdiakon. In dieser Zeit hoffte er zum Bischof von Osnabrück gewählt zu werden. Diese Hoffnung zerschlug sich, als Karl III. Joseph von Lothringen sich durchsetzte. Ab 1706 war er auch Domherr in Münster.

## Bischof in Paderborn

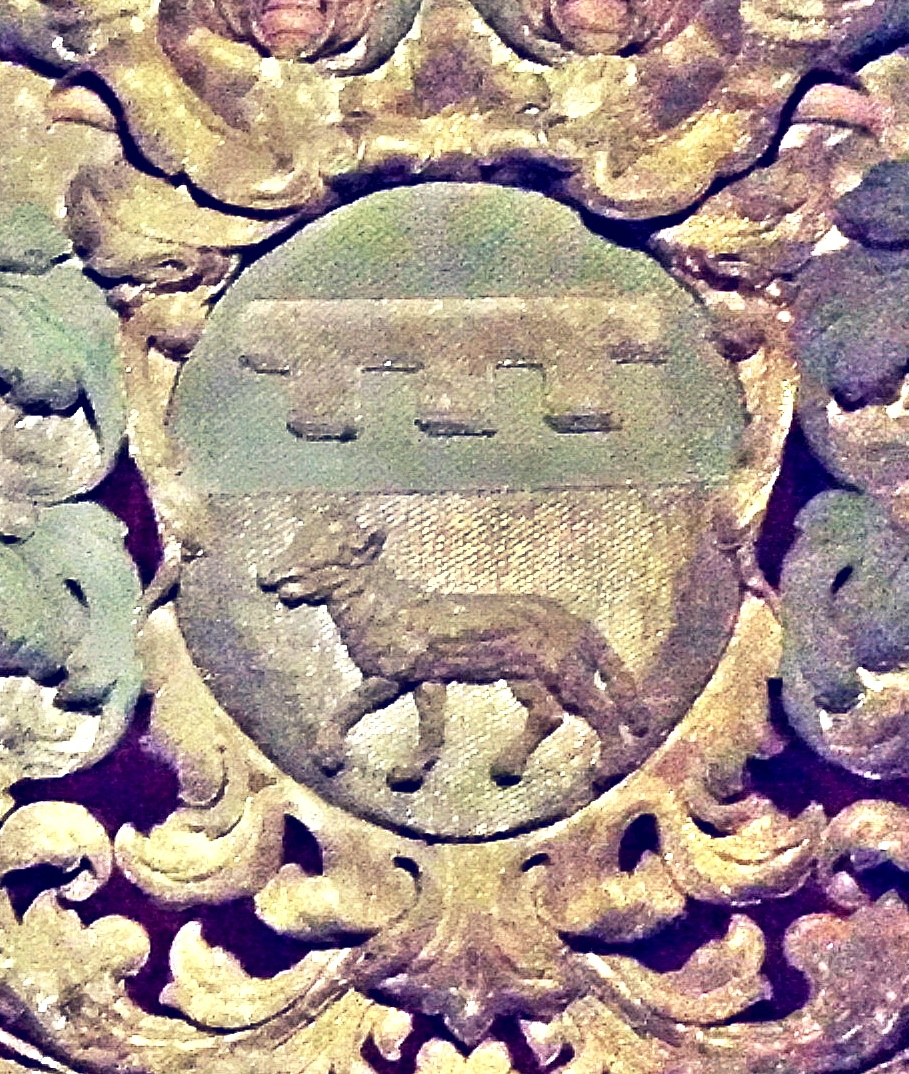
Familienwappen auf einem Pluviale seines Onkels Johann Wilhelm (1624–1694), im Speyerer Domschatz (um 1690)

1703 wurde er zum Diakon und kurz danach zum Priester geweiht. Franz Arnold wurde, trotz erheblicher Widerstände einer Gegenpartei, zum Koadjutor seines Onkels Hermann Werner von Wolff-Metternich zur Gracht gewählt, mit dem Recht zur Nachfolge als Bischof von Paderborn. Papst Clemens XI. bestätigte die Wahl und ernannte ihn zum Titularbischof von Nicopolis in Armenia. Am 9. März 1704 weihte ihn der Weihbischof in Osnabrück Otto Wilhelm von Bronckhorst zu Gronsfeld in Paderborn zum Bischof. Nach dem Tod des Onkels am 21. Mai 1704 wurde er Fürstbischof von Paderborn.

## Konflikt um die Wahl in Münster
Die Wahl in Münster war nach dem Tod von Friedrich Christian von Plettenberg im Jahr 1706 schwierig.  Dabei spielten auch auswärtige Interessen eine große Rolle. So engagierten sich die Republik der Sieben Vereinigten Provinzen aus machtpolitischen Gründen in dieser Sache. Außerdem wollten sie die, von Kaiser Leopold I. und nach dessen Tod von Josef I. angestrebte Wahl von Karl Joseph von Lothringen, verhindern. Nach einigem Zögern stellte sich Franz Arnold der von der Niederländern unterstützten Partei als Kandidat zur Verfügung. Er schloss einen Vertrag mit den Vereinigten niederländischen Provinzen ab. Darin verpflichtete er sich, Karl von Lothringen nur mit Zustimmung der Niederländer zum Koadjutor zu ernennen. Es wurden die freundschaftlichen Verhältnisse beider Seiten bekräftigt und Franz Arnold verpflichtete sich, die münsteraner Truppen aus der Burg Bentheim abzuziehen. Er sagte auch die Tolerierung der Protestanten im Hochstift Münster zu und erhielt dafür Subsidien von 200.000 Livres.
Beide Seiten suchten mit hohen Bestechungsgeldern die Domherren für sich zu gewinnen. Die Wahl von Franz Arnold schien sicher zu sein, als der Papst die Wahl um einen Monat verschob. Der Kaiser übte inzwischen Druck aus und der Papst ließ die Wahl erneut verschieben. Die Mehrheit des Domkapitels hielt sich nicht daran und wählte Franz Arnold, obwohl auch der Domdechant, als Anhänger der Gegenpartei, die Teilnahme verboten hatte. Franz Arnold verschaffte sich Zugang zum verschlossenen Haus der Ritterschaft und vollzog damit formal aber nicht faktisch den Regierungswechsel. Einen Monat später kam es dann zu einer Doppelwahl, wenngleich eine Mehrheit auf Seiten von Franz Arnold stand. Beide Seiten proklamierten ihren Kandidaten zum Bischof. Anfangs wagte der Papst nicht gegen den kaiserlichen Willen zu entscheiden. Die Niederländer forderten Franz Arnold auf, trotzdem die Macht zu übernehmen und setzten Truppen in Marsch. Aus Angst vor der Exkommunikation lehnte Franz Arnold ab. Im April 1707 begann Joseph I. eine versöhnlichere Haltung einzunehmen. Daraufhin erklärte der Papst die beiden Wahlen für ungültig und erklärte Franz Arnold auf Basis päpstlicher Macht zum Administrator. Am 8. Juni 1707 erfolgte dann die endgültige Ernennung zum Bischof. Gleichzeitig bestimmte er, dass Franz Arnold als Administrator auch Paderborn weiter regieren konnte. Allerdings wagte Franz Arnold es nicht vor der päpstlichen Bestätigung offiziell die Regierung zu übernehmen. Die weltlichen Rechte erhielt er erst 1708 vollständig.

## Handeln als Fürstbischof

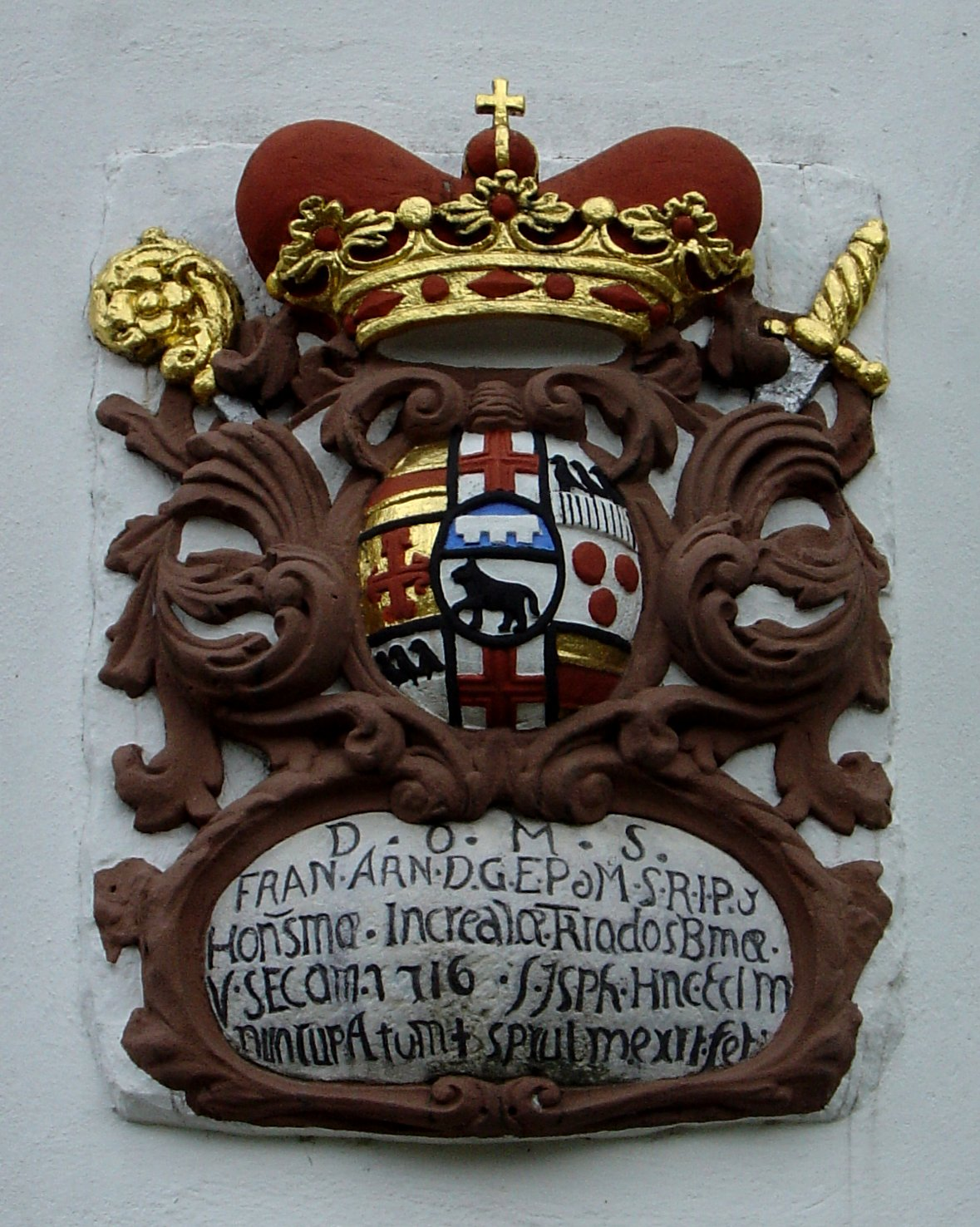
Bischofswappen an St. Joseph in Westenholz

In der Folge schloss Franz Arnold am 21. Juni 1708 mit den Niederlanden eine Defensivallianz ab. Diese sollte nach dem Ende des spanischen Erbfolgekrieges für weitere zwölf Jahre gelten. Franz Arnold trat dem Bündnis von Kaiser, England und den Niederländern gegen Frankreich bei. Er sagte gegen die Zahlung von Subsidien die Stellung von 3900 Soldaten aus den Hochstiften Münster und Paderborn zu. Franz Arnold schloss 1715 mit Friedrich Christian von Schaumburg-Lippe ein Schutzabkommen. Im Jahr 1716 stellte er den Engländern vier Bataillone zur Verfügung.
In geistlicher Hinsicht wurde Franz Arnold im Bistum Münster von den Weihbischöfen Johann Peter von Quentell und Agostino Steffanie unterstützt. Er hat sich aber auch selbst um geistliche Dinge gekümmert. Er ließ zwischen 1711 und 1715 eine Visitation des Emslandes durchführen und 1712 eine neue Agende drucken. Er weihte 1713 selbst die neue Kirche der Deutschordenskommende Mülheim. Des Weiteren legte er 1717 den Grundstein für die Kirche des Minoritenklosters Zwillbrock. Er stiftete auch Geld für den Bau einer katholischen Kirche in Hannover. Auch im Hochstift Paderborn kümmerte er sich persönlich um kirchliche Fragen und spendete selbst die Sakramente und weihte Priester. Im Jahr 1706 schuf er die Pfarrei Hövelhof und ließ dort eine Kirche bauen. Dadurch förderte er auch die stärkere Besiedelung der Gegend. Er ließ 1710 die Pfarrkirche in Herstelle und 1715 in Westenholte bauen. Die theologische Universität Paderborn hat er finanziell unterstützt und ließ 1715 eine Säkularfeier zur Feier der Gründung abhalten.
In weltlicher Hinsicht kaufte er die Herrschaften Werth und Wertherbruch. Die seit Jahrhunderten strittigen Grenz- und Hoheitsfragen im Bereich von Steinfurt, Borghorst und Laer wurden durch einen Vertrag von 1716 beigelegt. Dem stimmte das Reichskammergericht 1718 und der Kaiser 1719 zu. Ungeklärt blieb der Streit mit dem Hochstift Osnabrück um das Gericht Damme. Noch 1718 kam es zum Einfall und Plünderung von 800 Osnabrückern ins Kirchspiel Steinfeld.
Um die Schulden des Stifts Münster abzubauen, begann er mit der Prägung von minderwertigen Münzen. Damit finanzierte er auch den Bau von Kirchen in Hövelhof und Stukenbrock. Wegen der schlechten Münzen kam es zum Konflikt mit den Landständen, und Franz Arnold musste diese einziehen und die Prägestempel zerstören lassen. Ansonsten gab es keine nennenswerten Konflikte mit den Ständen im Hochstift Münster.
Der Versuch der Schiffbarmachung der Ems scheint von Franz Arnold aufgegeben worden zu sein. Er bemühte sich um eine Verbesserung der Straßenverhältnisse und ein verbessertes Postwesen. Im Hochstift Paderborn versuchte Franz Arnold, dem willkürlichen Abholzen der Wälder durch Ordnungsmaßnahmen entgegenzutreten. Ebenso versuchte er die Patrimonialgerichtsbarkeit des Adels zu reformieren. Im Jahr 1717 bestätigte er ein Statut des Domkapitels Paderborn und des Adels, dass die Erschwerung der Zulassung zum Landtag zum Ziel hatte.
Der Bischof liebte eine magnifique tafel und unterhielt eine prachtvolle Hofhaltung in Münster und Paderborn. Dies hatte zur Folge, dass zumindest das Bistum Paderborn am Ende seiner Herrschaft hohe Schulden hatte. Persönlich neigte er zur Kränklichkeit und besuchte daher öfter den Mineralbrunnen in Bad Driburg. Die Eigenschaften des Wassers ließ er chemisch untersuchen.

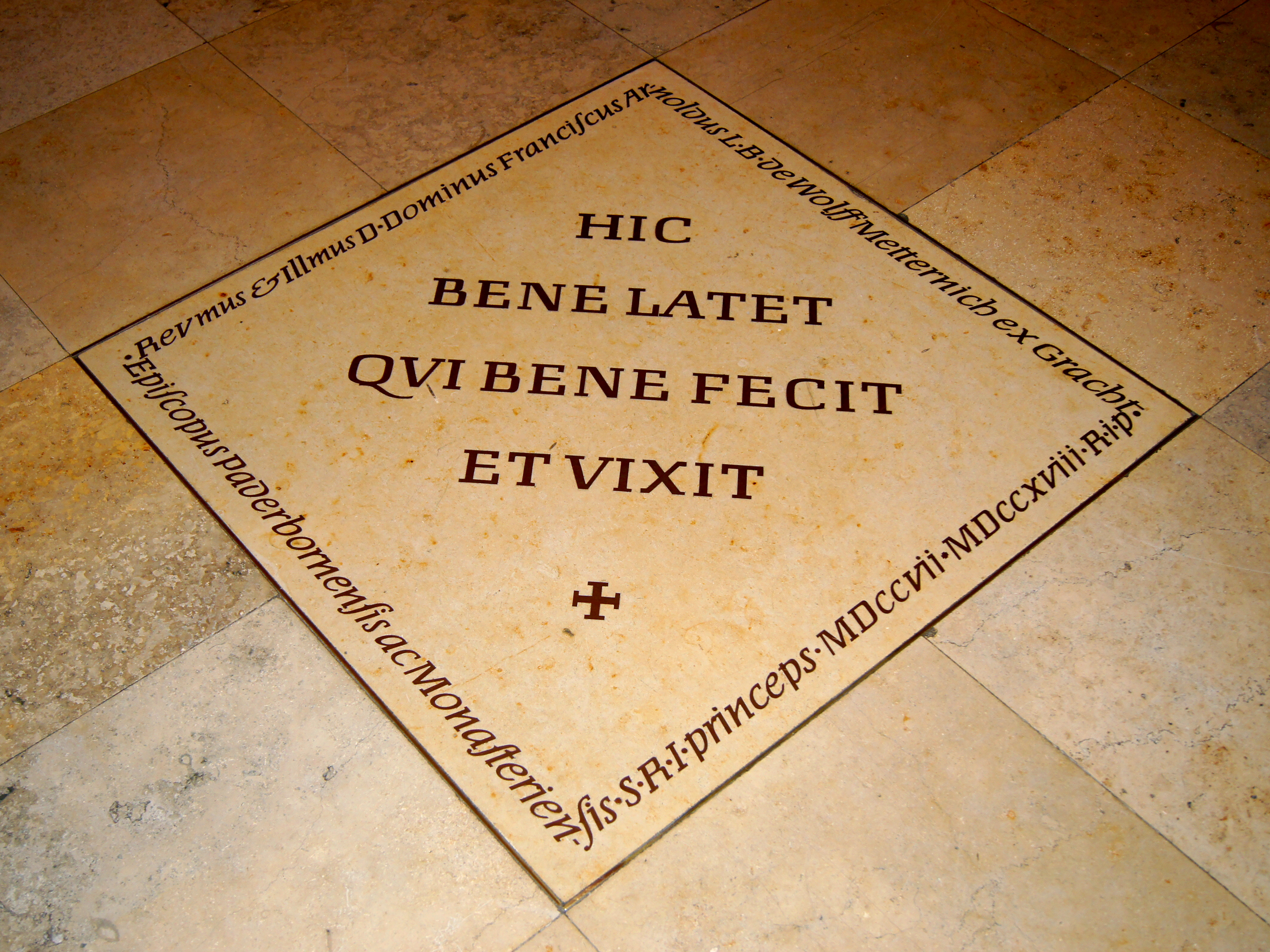
Bodenplatte in der Jesuitenkirche Coesfeld.

Seine Bestattung fand in der Jesuitenkirche in Coesfeld in aller Stille und ohne große Zeremonien statt. Auch das Leichenbegängnis in Münster war schlicht.
Johann Wilhelm Wolff von Metternich zur Gracht (1624–1694), Dompropst in Mainz, Paderborn und Münster war ein weiterer Onkel von ihm.